# Partit Hongarès de Justícia i Vida
Partit Hongarès de Justícia i Vida (hongarès Magyar Igazság és Élet Pártja, MIEP) va ser un partit polític d'Hongria fundat el 1993 i dirigit per István Csurka.
El seu èxit més gran l'assolí a les eleccions legislatives hongareses de 1998, quan obtingué el 5,5% i 14 escons a l'Assemblea Nacional d'Hongria, però a les de 2002, amb el 4,4% no va superar el llindar.
El 2005 va unir les seves forces amb el partit d'extrema dreta Moviment per a una Hongria Millor (Jobbik) que s'enregistrà amb el nom MIÉP-Jobbik Aliança de Partits Tercera Via. Tanmateix, va continuar sent un partit extraparlamentari. El 27 de juliol de 2021 finalment decideixen dissoldre el partit en benefici del nou Moviment La Nostra Pàtria.

## Resultats electorals

### Assemblea Nacional
| Any  | Vots                 | Vots                 | Escons   | Escons | Pos. | Govern            | Candidat         |
| Any  | #                    | %                    | #        | +/−    | Pos. | Govern            | Candidat         |
| ---- | -------------------- | -------------------- | -------- | ------ | ---- | ----------------- | ---------------- |
| 1994 | 85,431               | 1.58%                | 0 / 386  | 12     | 10è  | Extraparlamentari | István Csurka    |
| 1998 | 248,901              | 5.47%                | 14 / 386 | 14     | 5è   | Oposició          | István Csurka    |
| 2002 | 245,326              | 4.37%                | 0 / 386  | 14     | 4t   | Extraparlamentari | István Csurka    |
| 2006 | Coalició MIÉP-Jobbik | Coalició MIÉP-Jobbik | 0 / 386  | =      | 5è   | Extraparlamentari | István Csurka    |
| 2010 | 1,286                | 0.03%                | 0 / 386  | =      | 10è  | Extraparlamentari | István Csurka    |
| 2014 | 2,054                | 0.04%                | 0 / 199  | =      | 33è  | Extraparlamentari | Zoltán Fenyvessy |
| 2018 | 8,713                | 0.15%                | 0 / 199  | =      | 10è  | Extraparlamentari | Tibor Nagy       |

### Parlament Europeu
| Any  | Vots   | %          | Escons | +/- | Notes |
| ---- | ------ | ---------- | ------ | --- | ----- |
| 2004 | 72,203 | 2.35% (5è) | 0 / 24 |     |       |